# 英太郎
英太郎（えいたろう、1976年3月20日 - ）は、日本のものまねタレント、ローカルタレント。
本名、和田 英太郎（わだ えいたろう）。熊本県を拠点に活動する。
熊本県熊本市出身。熊本に本拠を置く芸能事務所ジェッツカンパニーに2010年まで所属。芸能プロダクションビッグフェイスを設立。（代表取締役社長）血液型O型。

## 来歴
主に熊本のテレビやラジオ、イベントで活躍している。レパートリーは地元芸人の大御所であるばってん荒川をはじめ、有名歌手（美空ひばり、和田アキ子など）、大御所俳優（中尾彬、田中邦衛など）、さらにしし丸などのアニメキャラクターや、病院の待合室で待っている老婆といった市井の人々の真似など多岐に渡る。ステージイベントでのものまねショーでは、ステージ衣装を纏い、お米ばあさん（ばってん荒川）のメイクで登場する。
熊本市立湖東中学校を経て第一工業高校（現・開新高校）卒業。熊本県上益城郡山都町（旧・矢部町）の老人福祉施設で介護福祉士として勤務していた時、藤本一精が出演する熊本朝日放送「×、（ばってん）」で、「美空ひばりのモノマネが出来る面白い男がいる」という事で取材を受け、それがきっかけとなり、タレントの道へと進み始める。
2003年1月1日に放送されたKBCラジオ『元旦だよ、PAO〜N復活祭』のレポーターを務めた事をきっかけに福岡にも進出。熊本・福岡両県でレギュラー番組10本を抱え、これ以外にも、結婚式の司会やCMナレーションなど、活動の幅を拡げた。
また職歴から社会福祉、介護の問題にも関心を持ち、ラジオ番組「とんでるワイド 大田黒浩一のきょうも元気!」で介護問題をテーマとしたコーナーを担当していた（下記参照）他、こうした問題をテーマとした啓発イベント、講演会等での司会者・パネラーも務めている。

熊本県介護福祉士会の名誉顧問でもある。

FM熊本「FMKパンゲア!月曜日」の「時事ダイヤリー」には熊次郎がMEGと出演しているが、この時は英太郎は出ない。2009年5月11日の放送では英太郎が熊次郎の発言に納得できずに乱入したが、あっても年に数回である。その為、熊次郎が英太郎じゃないかという疑いもあるが、両者ともその疑惑は否定している。なお、熊次郎は「熊次郎のねじれ夫婦」というブログを開設しており、このコーナーはFMKのポッドキャストでも配信されている。
「パンゲア」は2022年9月に終了したが、MEGとのコンビは翌月から金曜日の同時間帯で始まった「FMK BIG MONSTER」でも続いており、「時事ダイヤリー」も13時台前半に放送されている。
熊本県民テレビの夕方ワイド番組「テレビタミン」に毎週月曜日と金曜日にレギュラー出演しているが、2009年5月より毎回髪型を変えて出演するようになった。同年11月27日放送の同番組内において、重大発表と称し、結婚を報告。同年12月6日に挙式を上げる。結婚披露宴の司会は『テレビタミン』で共演するKKTアナウンサーの本橋馨が務めた。披露宴の出席者は番組共演者の他、政界からは潮谷義子元熊本県知事などが出席した。
2012年（平成24年）に九州北部を襲った平成24年7月九州北部豪雨を受け、被害を受けた被災者を元気づけようと応援ソング『明日へのエール』を制作（作詞・作曲：英太郎 / 編曲：元気フェスタバンド）、10月に公の場でライブを行った。
2016年4月14日、熊本地震が発生、熊本県をはじめ九州地方広域に甚大な被害が出た。同年4月30日、上記ライブを行った際に“元気フェスタバンド”に名を連ねたC-C-Bの笠浩二が発起人となり、熊本復興応援「明日へのエール once again」プロジェクト を発足。熊本県在住のタレントやミュージシャンの賛同を得て始動。『明日へのエール』を再アレンジして、プロジェクト参加者が歌唱、5月から無料配信を行い復興支援活動にエールを贈る。

## 出演

### 現在の出演番組

#### テレビ
- 英太郎のかたらんね（テレビ熊本、番組MC。2013年4月1日 - ）
- 七人の侍(おじさん)それと仲野（テレビ熊本、2022年4月17日 - ）
- GO!くまモン☆ナビ（テレビ熊本、ケンちゃんとして出演）

#### ラジオ
- 英太郎ホールディングス（FMK）
- FMK BIG MONSTER（FMK）
- 空飛ぶクジラ（FMK）

### 過去の出演番組

#### テレビ
- ファイブチャンネル（熊本朝日放送）
- 発信!テレビタウン（熊本県民テレビ、番組MC）
- めんたいワイド（福岡放送、火曜の中継担当）
- アサデス。KBC（KBCテレビ、火曜・木曜）
- アサデス。九州・山口（KBCテレビ発ANN九州ブロックネット、木曜）

中継レポーター『エータロー』として出演
- てれビタ（不明 - 2024年3月、熊本県民テレビ）リポーター・コメンテーター、月曜「英太郎のこんなんどうでしょう?」「英太郎のおげんこー!」担当
- ダンクマTV 夜の胸騒ぎ（テレビ熊本　番組MC）
- 真夜中の社長室（熊本朝日放送、毎月第4土曜)

#### ラジオ
- 仲谷一志のPOP4（RKBラジオ）
- 歌謡曲ヒット情報（RKBラジオ、金曜担当）
- とんでるワイド 大田黒浩一のきょうも元気!（RKKラジオ、毎週月曜日「英太郎の井戸端介護」）
- 英太郎の超ラクラクラジオ（RKKラジオ）
- コマ★スタ（エフエム熊本）
- ナカジー・けいすけのゲバゲバサタデー（KBCラジオ、中継担当）
  - 英太郎全力投球（ばってん荒川の代役を務め、ばってんの死去後「ぱ」ってん荒川としてふれあい天国の跡を継いでいた）
- はっちゃけ（RKBラジオ、メインMC）
- 居酒屋 英太郎（RKKラジオ）
- FMKパンゲア!（FMK、月曜日レギュラー）
  - 番組自体は11:30開始だが、「英太郎のかたらんね」スタート以降は12:00から出演していた。

### CM
- 九州すし市場
- 明和不動産
- パチンコエンペラーグループ
- 九建ホーム
- 介護用品のミタカ
- 住商産業
- 軽未使用車専門店Dream